# Ptychomitriaceae
Ptychomitriaceae, porodica pravih mahovina u redu Grimmiales. Sastoji se od 7 rodova. Tipični je Ptychomitrium

## Opis
Ove mahovine su male do robusne, čupave ili cespitozne (busenaste), žućkasto zelene do crnkaste. Stabljike su uspravne, jednostavne ili račvaste. Listovi duguljasto-lancetasti, jajasto-lancetasti, linearno-lancetasti ili linearni. U odnosu na položaj sporofita imaju akrokarpni habitus (kod kojih je sporofit na vrhu stabla ili bočne grane). Seksualno stanje autoično.

## Rodovi
1. Aligrimmia R.S.Williams
2. Brachydontium Fürnr.
3. Campylostelium Bruch & Schimp.
4. Indusiella Broth. & Müll.Hal.
5. Jaffueliobryum Thér.
6. Ptychomitriopsis Dixon
7. Ptychomitrium Fürnr.